# Port Eynon

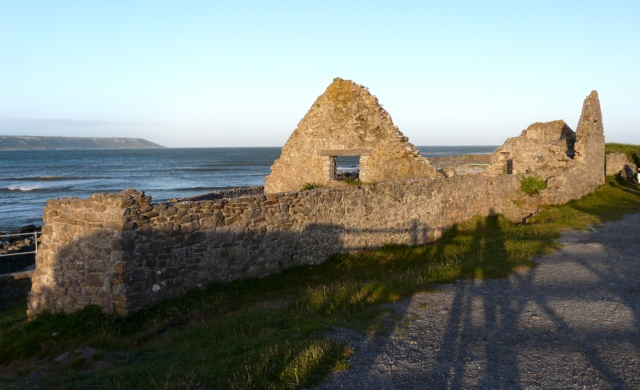
Port Eynon: i resti della Salt House

Port Eynon (in gallese: Port(h) Einon) è una località balneare del Galles sud-orientale, facente parte del distretto di contea di Swansea e situata nella penisola di Gower. La comunità conta una popolazione di circa 600 abitanti.

## Geografia fisica
Port Eynon si trova nell'estremità sud-occidentale della penisola di Gower, nei dintorni della località balneare di Oxwich e di Oxwich Point, e si estende su una baia che prende il nome dalla località. Costituisce il punto più meridionale di tutta la penisola.

## Storia
Nel VI secolo, fu fondata in loco una chiesa da San Cennydd.
Tra il XVI e il XVIII secolo, pare che gran parte della popolazione locale fosse dedita al contrabbando.
Nel 1919 chiuse la stazione di salvataggio balneare di Port Eynon, in quanto la zona era ritenuta troppo pericolosa, in particolar modo in seguito al grave incidente di tre anni prima, in cui avevano perso la vita gli occupanti di tre equipaggi.

## Monumenti e luoghi d'interesse

### Architetture religiose
Principale edificio religioso è la chiesa dedicata a San Cennyd, che nella forma attuale risale al XII secolo.

### Siti archeologici

#### Paviland Cave
Nei dintorni di Port Eynon, si trova Paviland Cave, una grotta dove sono stati rinvenuti scheletri umani risalenti all'età della pietra (tra cui spicca la cosiddetta "Signora rossa di Paviland").

#### Salt House
Altro punto d'interesse è rappresentato dai resti della Salt House, un edificio risalente alla fine del XVI secolo.<

## Società

### Evoluzione demografica
Nel 2016, la popolazione della community di Port Eynon era stimata in 636 abitanti, di cui 320 erano uomini e 316 erano donne.
La popolazione al di sotto dei 18 anni era pari a 119 unità. 
La località ha conosciuto un incremento demografico rispetto al 2011, quando la popolazione censita era pari a 597 abitanti e al 2001, quando la popolazione censita era pari a 574 abitanti.